# Emma Lathen
Emma Lathen och R.B. Dominic är pseudonymer för de två amerikanska författarna av kriminallitteratur Martha Henissart (född 1929) och Mary Jane Latsis (född 12 juli 1927, död 29 oktober 1997). 
Författarparet Henissart och Latsis möttes vid Harvard University. Henissart var utbildad jurist och arbetade som det fram till 1973. Latsis arbetade som ekonom vid FN (FAO) fram till 1969. 
Tillsammans skrev de två bokserier prisbelönade kriminalromaner. Under pseudonymen Emma Lathen handlar böckerna om Wall Street bankiren John Putnam Thatcher och under pseudonymen R.B. Dominic handlar böckerna om kongressmannen Ben Safford som detektiv.  

### Emma Lathen
- Banking on Death (1961)
- A Place for Murder (1963)
- Accounting for Murder (1964)
- Murder Makes the Wheels go Round (1966)
- Death Shall Overcome (1966)
- Murder Against the Grain (1967)
- A Stitch in Time (1968)
- Come to Dust (1968)
- When in Greece (1969)
- Murder to Go (1969)
- Pick Up Sticks (1970)
- Ashes to Ashes (1971)
- The Longer the Thread (1971)
- Murder Without Icing (1972)
- Sweet and Low (1974)
- By Hook or by Crook (1975)
- Double, Double, Oil and Trouble (1978)
- Going for the Gold (1981) (även utgiven med titeln Going for Gold)
- Green Grow the Dollars (1982)
- Something in the Air (1988)
- East is East (1991)
- Right on the Money (1993)
- Brewing Up a Storm (1996)
- Shark Out of Water (1997)

### R.B. Dominic
- Murder Sunny Side Up (1968)
- Murder in High Place (1970)
- There Is No Justice (även utgiven med titeln Murder out of Court)
- Epitaph for a Lobbyist (1974)
- Murder out of Commission (1976)
- The Attending Physician (1980)
- Unexpected Developments (även utgiven med titeln A Flaw in the System)

### Utgivet på svenska
- Fara i lyxbil 1973
- Dödligt saldo 1976
- Lika för lika 1978
- Brottslig beräkning 1979
- Död zon 1979
- Gravskrift 1980 (under pseudonymen: R.B. Dominic)

## Priser och utmärkelser
- The Gold Dagger 1967 för Murder Against the Grain